# Nikolai Nekrasov

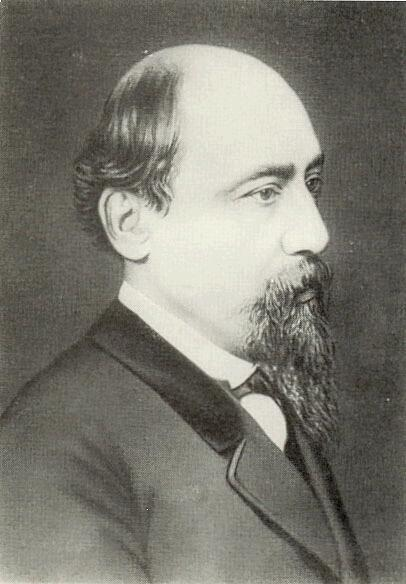
Nicolai Alekseevici Nekrasov

Nikolai Alekseevici Nekrasov (în rusă Николай Алексеевич Некрасов) (n. 10 decembrie - stil vechi 28 noiembrie 1821 - d. 8 ianuarie 1878 - stil vechi 28 decembrie 1877) a fost un poet rus.